# 石磊 (香港演員)
石磊（？—），原名李孟之，男，河北人，香港演員，活躍於1950年代至1980年代初。

## 生平
據香港電影研究者余慕雲說，石磊是河北人，大學學歷，抗戰時曾在軍中參加話劇義演，後來成為話劇演員。後移居英屬香港，1949年首次參演電影《瓊樓恨》，長期在左派電影公司長城、鳳凰擔任國語片演員，直至1981年，擅長演繹反派角色及喜劇，亦曾參演粵語片（其粵語並不流利）。代表作為晚年主演的《父子情》。亦曾在香港演出話劇。
1983年移民加拿大。

## 外部連結
- 石磊在互联网电影资料库（IMDb）上的資料（英文）
- 石磊在香港影庫上的簡介
- 石磊在豆瓣上的资料（简体中文）